# UCI Africa Tour 2007-2008
El UCI Africa Tour 2007-2008 fue la cuarta edición del calendario ciclístico internacional de África. Contó con 23 carreras y por primera vez se realizaron competiciones de categoría .1 en el circuito africano. Además de ascender la Tropicale Amissa Bongo a 2.1, se realizaron nuevas carreras como el Tour de la Reconciliación de Costa de Marfil (2.1) y las Intaka Tech Worlds View Challenge (5 carreras categoría 1.1). También fueron parte del calendario las carreras en ruta y contrarreloj del Campeonato Africano de Ciclismo. Se inició el 5 de octubre de 2007 en Camerún, con el Gran Premio de Chantal Biya y finalizó el 14 de septiembre de 2008 en Sudáfrica con la Powerade Dome 2 Dome.
El ganador de la clasificación individual fue el sudafricano Nicholas White, por equipos triunfó el MTN, mientras Sudáfrica logró por cuarto año consecutivo el triunfo por países y por segundo año en países sub-23.

## Calendario
Contó con las siguientes pruebas, tanto por etapas como de un día.

### Octubre 2007
| Fecha   | Carrera                     | Cat. | Ganador            | Equipo del ganador |
| ------- | --------------------------- | ---- | ------------------ | ------------------ |
| 5 al 7  | Gran Premio de Chantal Biya | 2.2  | Peter van Agtmaal  |                    |
| 26 al 4 | Tour de Faso                | 2.2  | Adil Jelloul       |                    |
| 29 al 4 | Tour des Aéroports          | 2.2  | Ahmed Mohammed Ali |                    |

### Noviembre 2007
| Fecha | Carrera                          | Cat. | Ganador        | Equipo del ganador     |
| ----- | -------------------------------- | ---- | -------------- | ---------------------- |
| 9     | Campeonato Africano Contrarreloj | CC   | Nicholas White | Selección de Sudáfrica |
| 11    | Campeonato Africano en Ruta      | CC   | Nicholas White | Selección de Sudáfrica |

### Enero 2008
| Fecha    | Carrera                | Cat. | Ganador      | Equipo del ganador |
| -------- | ---------------------- | ---- | ------------ | ------------------ |
| 16 al 20 | Tropicale Amissa Bongo | 2.1  | Lilian Jégou | FDJ                |

### Febrero 2008
| Fecha    | Carrera                             | Cat. | Ganador              | Equipo del ganador |
| -------- | ----------------------------------- | ---- | -------------------- | ------------------ |
| 2        | Intaka Tech Worlds View Challenge 1 | 1.1  | Manuel Quinziato     | Liquigas           |
| 3        | Intaka Tech Worlds View Challenge 2 | 1.1  | Leonardo Bertagnolli | Liquigas           |
| 4        | Intaka Tech Worlds View Challenge 3 | 1.1  | Robert Hunter        | Barloworld         |
| 6        | Intaka Tech Worlds View Challenge 4 | 1.1  | Robert Hunter        | Barloworld         |
| 7        | Intaka Tech Worlds View Challenge 5 | 1.1  | Manuel Quinziato     | Liquigas           |
| 11 al 17 | Tour de Egipto                      | 2.2  | Jay Robert Thomson   | MTN                |
| 19       | Gran Premio de Sharm el-Sheikh      | 1.2  | Amr Mahmoud          |                    |

### Marzo 2008
| Fecha    | Carrera                                      | Cat. | Ganador               | Equipo del ganador |
| -------- | -------------------------------------------- | ---- | --------------------- | ------------------ |
| 4 al 8   | Giro del Capo                                | 2.2  | Christian Pfannberger | Barloworld         |
| 7 al 11  | Tour de la Reconciliación de Costa de Marfil | 2.1  | Rony Martias          | Bouygues Telecom   |
| 15 al 21 | Tour de Libia                                | 2.2  | Omar Hasanein         |                    |
| 28 al 6  | Tour de Camerún                              | 2.2  | Joseph Sanda          |                    |
| 30 al 5  | Tour de la Farmacia Central de Túnez         | 2.2  | Thomas Nosari         |                    |

### Abril 2008
| Fecha | Carrera                               | Cat. | Ganador        | Equipo del ganador |
| ----- | ------------------------------------- | ---- | -------------- | ------------------ |
| 7     | Gran Premio de la Villa de Tunis      | 1.2  | Azzedine Lagab |                    |
| 8     | Gran Premio de la Banque de l'Habitat | 1.2  | Azzedine Lagab |                    |

### Mayo 2008
| Fecha    | Carrera            | Cat. | Ganador            | Equipo del ganador |
| -------- | ------------------ | ---- | ------------------ | ------------------ |
| 12 al 18 | Vuelta de Coton    | 2.2  | Gueswendé Sawadogo |                    |
| 30 al 8  | Vuelta a Marruecos | 2.2  | Alexey Shchebelin  |                    |

### Septiembre 2008
| Fecha | Carrera              | Cat. | Ganador       | Equipo del ganador |
| ----- | -------------------- | ---- | ------------- | ------------------ |
| 14    | Powerade Dome 2 Dome | 1.2  | Nolan Hoffman |                    |

## Clasificaciones

### Individual
| Posición | Ciclista              | Puntos |
| -------- | --------------------- | ------ |
| 1        | Nicholas White        | 241    |
| 2        | Jay Robert Thomson    | 184    |
| 3        | Robert Hunter         | 165    |
| 4        | Hassen Ben Nasser     | 132    |
| 5        | Christoff Van Heerden | 132    |
| 6        | Adil Jelloul          | 128    |
| 7        | Azzedine Lagab        | 118    |
| 8        | Malcolm Lange         | 108    |
| 9        | Ian McLeod            | 106    |
| 10       | Christian Pfannberger | 103    |

### Equipos
| Posición | Equipo                     | Puntos |
| -------- | -------------------------- | ------ |
| 1        | Team MTN                   | 885    |
| 2        | Barloworld                 | 409    |
| 3        | Team Neotel                | 282    |
| 4        | Doha Team                  | 227    |
| 5        | Team Konica Minolta/Bizhub | 150    |

### Países
| Posición | País         | Puntos |
| -------- | ------------ | ------ |
| 1        | Sudáfrica    | 1.459  |
| 2        | Túnez        | 512    |
| 3        | Argelia      | 404    |
| 4        | Marruecos    | 343    |
| 5        | Burkina Faso | 330    |

### Países sub-23
| Posición | País      | Puntos |
| -------- | --------- | ------ |
| 1        | Sudáfrica | 481    |
| 2        | Argelia   | 324    |
| 3        | Túnez     | 283    |
| 4        | Eritrea   | 81     |
| 5        | Mauricio  | 67     |